# HD 126200
HD 126200，又名BD+08 2857，SAO 120433、HR 5388，是一颗恒星，视星等为5.95，位于銀經356.48，銀緯61.08，其B1900.0坐标为赤經14h 19m 5s，赤緯+8° 61.08′ 54″。